# 부산 각서석
부산 각서석(浮山 刻書石)은 대한민국 충청남도 부여군 백마강가 암벽에 새긴 글씨로, 조선 후기의 문신인 이경여(1585∼1657 ) 선생의 의지를 후손에 알리고자 쓴 것이다. 1976년 1월 8일 충청남도의 유형문화재 제47호로 지정되었다.

## 개요
부여군 백마강가 암벽에 새긴 글씨로, 조선 후기의 문신인 이경여(1585∼1657 ) 선생의 의지를 후손에 알리고자 쓴 것이다.
조선 효종 때 영의정을 지내던 백강 이경여 선생은 효종 8년(1657) 병자호란의 치욕을 씻고자 이완·송시열과 함께 청나라를 쳐야한다는 상소를 올렸다. 왕은 ‘경의 뜻이 타당하고 마땅하지만 진실로 마음이 아프나 뜻을 실현하기에는 너무 늦다’라는 답장을 내렸는데, 청나라에서 그를 벼슬에서 물러나게 하도록 간섭하여, 결국 그는 부여로 낙향하였다.
그 후 우암 송시열이 이 내용을 여덟 자로 써서 후손에게 전하였고, 숙종 26년(1700) 그의 손자 이명이 그 글을 바위에 새긴 후, 바위 위에 건물을 세워 ‘대재각(大哉閣)’이라 하였다.
글씨의 필체가 힘차고 강건하여 금석문의 자료로도 소중한 가치를 지니며, 당시 벼슬을 그만두고 초야에 내려와서도 북벌계획을 왕과 협의하고 토론하던 늙은 재상의 굳은 의지가 고스란히 전해온다.

## 현지 안내문
효종때 영의정을 지냈던 백강 이강여(1585~1657)가 왕으로부터 받은 글을 새긴 바위이다. '지통 재심 일모도원(至痛在心 一暮途遠; 호란의 치욕을 씻지 못하는 비통함이 남아 있는데, 날은 저물고 길은 멀기만하다)'라는 내용인데, 글씨는 송시열이 썼다.
이경여 선생이 부여에 낙향하여 있을 때인 1657년(효종 8년) 북벌에 관련된 상소를 올렸던 바, 이 글은 그에 대한 효종의 답서 중 한 구절이다. 송시열의 글씨를 백강 선생의 손자인 이이명이 1700년(숙종 26년) 바위에 새기고 대재각이란 건물을 지었다고 한다.

## 참고 자료
- 부산각서석 - 국가유산청 국가유산포털